# Championnat d'Afrique des clubs champions féminin de volley-ball 2006
Navigation
Édition précédente Édition suivante
La 16e coupe d'Afrique des clubs champions de volley-ball féminin s'est déroulée du 17 au 23 avril 2006 à Vacoas-Phœnix à Maurice.

## Compétition

### Club en compétition
| Pays                             | Nombre d'équipes | Équipes                                               |
| -------------------------------- | ---------------- | ----------------------------------------------------- |
| Algérie                          | 1                | Nacéria club de Béjaïa                                |
| Botswana                         | 1                | Mafolofolo Volleyball Club                            |
| Cameroun                         | 3                | Forces Armées et Police volley-ball AES Sonel Yaoundé |
| République du Congo              | 1                | Inter Club Brazzaville                                |
| République démocratique du Congo | 1                | Volley Club Daring Club Motema Pembe de Kinshasa      |
| Égypte                           | 1                | Al Ahly SC                                            |
| Kenya                            | 1                | Kenya Pipelines Kenya Commercial Bank SC              |
| Maurice                          | 1                | Vallijee Citizens SC Azur SC                          |
| Rwanda                           | 1                | National University of Rwanda volley-ball             |

### Premier tour

#### Poule A
| # | Équipe                   | Pts | J | G | P | Sp | Sc | Ratio | Pp  | Pc  | Ratio |
| - | ------------------------ | --- | - | - | - | -- | -- | ----- | --- | --- | ----- |
| 1 | Al Ahly SC               | 6   | 3 | 3 | 0 | 9  | 1  | 9     | 246 | 171 | 1.439 |
| 2 | Kenya Commercial Bank SC | 5   | 3 | 2 | 1 | 6  | 4  | 1.5   | 226 | 212 | 1.066 |
| 3 | VCDCMP Kinshasa          | 4   | 3 | 1 | 2 | 4  | 6  | 0.667 | 205 | 227 | 0.903 |
| 4 | Azur SC                  | 3   | 3 | 0 | 3 | 1  | 9  | 0.111 | 180 | 247 | 0.729 |

| Date     | Match                                   | Résultat | Sets  | Sets  | Sets  | Sets  | Sets | Total Points |
| Date     | Match                                   | Résultat | 1     | 2     | 3     | 4     | 5    | Total Points |
| -------- | --------------------------------------- | -------- | ----- | ----- | ----- | ----- | ---- | ------------ |
| 17.04.06 | Azur SC - VCDCMP Kinshasa               | 0 - 3    | 17-25 | 19-25 | 20-25 | -     | -    | 56-75        |
| 18.04.06 | Al Ahly - Kenya Commercial Bank         | 3 - 0    | 25-15 | 25-19 | 25-20 | -     | -    | 75-54        |
| 19.04.06 | Kenya Commercial Bank - VCDCMP Kinshasa | 3 - 0    | 25-22 | 25-20 | 25-14 | -     | -    | 75-56        |
| 19.04.06 | Al Ahly - Azur SC                       | 3 - 0    | 25-11 | 25-19 | 25-13 | -     | -    | 75-43        |
| 20.04.06 | VCDCMP Kinshasa - Al Ahly               | 1 - 3    | 25-21 | 16-25 | 17-25 | 16-25 | -    | 74-96        |
| 20.04.06 | Azur SC - Kenya Commercial Bank         | 1 - 3    | 25-22 | 23-25 | 15-25 | 18-25 | -    | 81-97        |

#### Poule B
| # | Équipe               | Pts | J | G | P | Sp | Sc | Ratio | Pp  | Pc  | Ratio |
| - | -------------------- | --- | - | - | - | -- | -- | ----- | --- | --- | ----- |
| 1 | Kenya Pipelines      | 6   | 3 | 3 | 0 | 9  | 0  | MAX   | 225 | 92  | 2.446 |
| 2 | Mafolofolo VBC       | 5   | 3 | 2 | 1 | 6  | 4  | 1.5   | 206 | 163 | 1.264 |
| 3 | Vallijee Citizens SC | 4   | 3 | 1 | 2 | 4  | 6  | 0.667 | 213 | 164 | 1.299 |
| 4 | AES Sonel Yaoundé    | 3   | 3 | 0 | 3 | 0  | 9  | 0     | 0   | 225 | 0     |

| Date     | Match                                  | Résultat | Sets  | Sets  | Sets  | Sets  | Sets | Total Points |
| Date     | Match                                  | Résultat | 1     | 2     | 3     | 4     | 5    | Total Points |
| -------- | -------------------------------------- | -------- | ----- | ----- | ----- | ----- | ---- | ------------ |
| 18.04.06 | Mafolofolo VBC - Vallijee Citizens SC  | 3 - 1    | 14-25 | 25-23 | 25-20 | 25-20 | -    | 89-88        |
| 18.04.06 | Kenya Pipelines - AES Sonel            | 3 - 0    | 25-10 | 25-21 | 25-21 | -     | -    | 75-52        |
| 19.04.06 | Kenya Pipelines - Vallijee Citizens SC | 3 - 0    | 25-15 | 25-20 | 25-15 | -     | -    | 75-50        |
| 19.04.06 | AES Sonel - Mafolofolo VBC             | 3 - 0    | 25-16 | 25-13 | 25-18 | -     | -    | 75-47        |
| 20.04.06 | Kenya Pipelines - Mafolofolo VBC       | 3 - 0    | 25-14 | 25-14 | 25-14 | -     | -    | 75-42        |
| 20.04.06 | AES Sonel - Vallijee Citizens SC       | 3 - 0    | 26-24 | 25-17 | 25-7  | -     | -    | 76-48        |

### Phase finale

#### Places 1 à 4
|  | Demi-finales 22 avril 2006       | Demi-finales 22 avril 2006       |                          |   | Finale 23 avril 2006             | Finale 23 avril 2006             |
|  | Demi-finales 22 avril 2006       | Demi-finales 22 avril 2006       |                          |   | Finale 23 avril 2006             | Finale 23 avril 2006             |
|  |                                  |                                  |                          |   |                                  |                                  |
|  | 25-23, 25-10, 16-25, 20-25, 9-15 | 25-23, 25-10, 16-25, 20-25, 9-15 |                          |   | 15-25, 28-26, 25-13, 9-25, 17-15 | 15-25, 28-26, 25-13, 9-25, 17-15 |
|  | 25-23, 25-10, 16-25, 20-25, 9-15 | 25-23, 25-10, 16-25, 20-25, 9-15 |                          |   | 15-25, 28-26, 25-13, 9-25, 17-15 | 15-25, 28-26, 25-13, 9-25, 17-15 |
|  | Kenya Pipelines                  | 2                                |                          |   | 15-25, 28-26, 25-13, 9-25, 17-15 | 15-25, 28-26, 25-13, 9-25, 17-15 |
|  | Kenya Pipelines                  | 2                                |                          |   | 15-25, 28-26, 25-13, 9-25, 17-15 | 15-25, 28-26, 25-13, 9-25, 17-15 |
|  | Kenya Commercial Bank SC         | 3                                |                          |   | 15-25, 28-26, 25-13, 9-25, 17-15 | 15-25, 28-26, 25-13, 9-25, 17-15 |
|  | Kenya Commercial Bank SC         | 3                                | Kenya Commercial Bank SC | 3 |                                  |                                  |
|  | 25-16, 25-11, 25-14              |                                  | Kenya Commercial Bank SC | 3 |                                  |                                  |
|  |                                  | Al Ahly SC                       | 2                        |   |                                  |                                  |
|  | Al Ahly SC                       | Al Ahly SC                       | 2                        | 3 |                                  |                                  |
|  | Al Ahly SC                       |                                  |                          | 3 |                                  |                                  |
|  | Mafolofolo VC                    | 0                                |                          |   |                                  |                                  |
|  | Mafolofolo VC                    | 0                                | Match pour la 3e place   |   |                                  |                                  |
|  |                                  |                                  |                          |   |                                  |                                  |
|  | 25-10, 25-7, 25-10               |                                  |                          |   |                                  |                                  |
|  |                                  |                                  |                          |   |                                  |                                  |
|  | Kenya Pipelines                  | 3                                |                          |   |                                  |                                  |
|  | Kenya Pipelines                  | 3                                |                          |   |                                  |                                  |
|  | Mafolofolo VC                    | 0                                |                          |   |                                  |                                  |
|  | Mafolofolo VC                    | 0                                |                          |   |                                  |                                  |

## Classement final
| Rang                        | Équipe                   |
| --------------------------- | ------------------------ |
| Médaille d'or, Afrique      | Kenya Commercial Bank SC |
| Médaille d'argent, Afrique  | Al Ahly SC               |
| Médaille de bronze, Afrique | Kenya Pipelines          |
| 4                           | Mafolofolo VC            |
| 5                           | Vallijee Citizens SC     |
| 6                           | VCDCMP Kinshasa          |
| 7                           | AES Sonel Yaoundé        |
| 8                           | Azur SC                  |

## Récompenses
- MVP :  Tahani Toson (Ahly Club)[4]
- Meilleure marqueuse :  Catherine Wanjiru (Kenya Pipeline)
- Meilleure contreuse :  Jackline Barasa (Kenya Commercial Bank)
- Meilleure serveuse :  Mona Adly (Ahly Club)
- Meilleure passeuse :  Miral Abdel Kader (Ahly Club)
- Meilleure libero :  Sara Talaat (Ahly Club)
- Meilleure défenseur :  Sara Talaat (Ahly Club)
- Meilleure réceptionneuse :  Mercy Wesutila (Kenya Pipeline)